# Smedberg
Smedberg – istniejąca w latach 1911 – 1975 stacja kolejowa na linii Bohusbanan. Znajdowała się w miejscu, w którym od linii odłącza się odgałęzienie do Lysekil – Lysekilsbanan. Administracyjnie położona była na terenie gminy Munkedal.
Budynek stacyjny spłonął w 1993 roku.
Pod koniec 2018 roku podjęto decyzję o likwidacji linii do Lysekil oraz zwrotnicy łączącej ją w tym miejscu z Bohusbanan.